# USS Pearl Harbor (LSD-52)
 (signalé en juin 2025).
Si vous disposez d'ouvrages ou d'articles de référence ou si vous connaissez des sites web de qualité traitant du thème abordé ici, merci de compléter l'article en donnant les références utiles à sa vérifiabilité et en les liant à la section « Notes et références ».
- Archive Wikiwix
- Bing
- Cairn
- DuckDuckGo
- E. Universalis
- Gallica
- Google
- G. Books
- G. News
- G. Scholar
- Persée
- Qwant
- (zh) Baidu
- (ru) Yandex
- (wd) trouver des œuvres sur Wikidata

L'USS Pearl Harbor (LSD 52) est un navire de transport de chalands de débarquement de la classe Harpers Ferry de la marine des États-Unis. Son nom fait référence à la bataille de Pearl Harbor durant la Seconde Guerre mondiale.
La construction de l'USS Pearl Harbor a débuté le 27 janvier 1995 aux les chantiers navals Avondale, à la Nouvelle-Orléans. Il a été lancé le 24 février 1996 et mis en service le 30 mai 1998.
Depuis le 6 septembre 2018, le port d'attache de l'USS Pearl Harbor est la base navale de San Diego en Californie. Il est affecté à la première escadre amphibie de la marine américaine (COMPHIBRON 1).

## Missions
La mission d'un transport de chalands de débarquement (ou Landing Ship Dock - LSD) est de transporter et déployer des engins amphibies, des véhicules, des équipages et du personnel embarqué lors d'un assaut amphibie. Un LSD peut également servir d'atelier sommaire pour les réparations de petits navires et embarcations, ou coordonner des opérations amphibies.
Le radier de l'USS Pearl Harbor peut contenir deux engins de débarquement à coussin d'air (LCAC), des chalands de débarquement ou des véhicules d'assaut amphibies à chenilles.

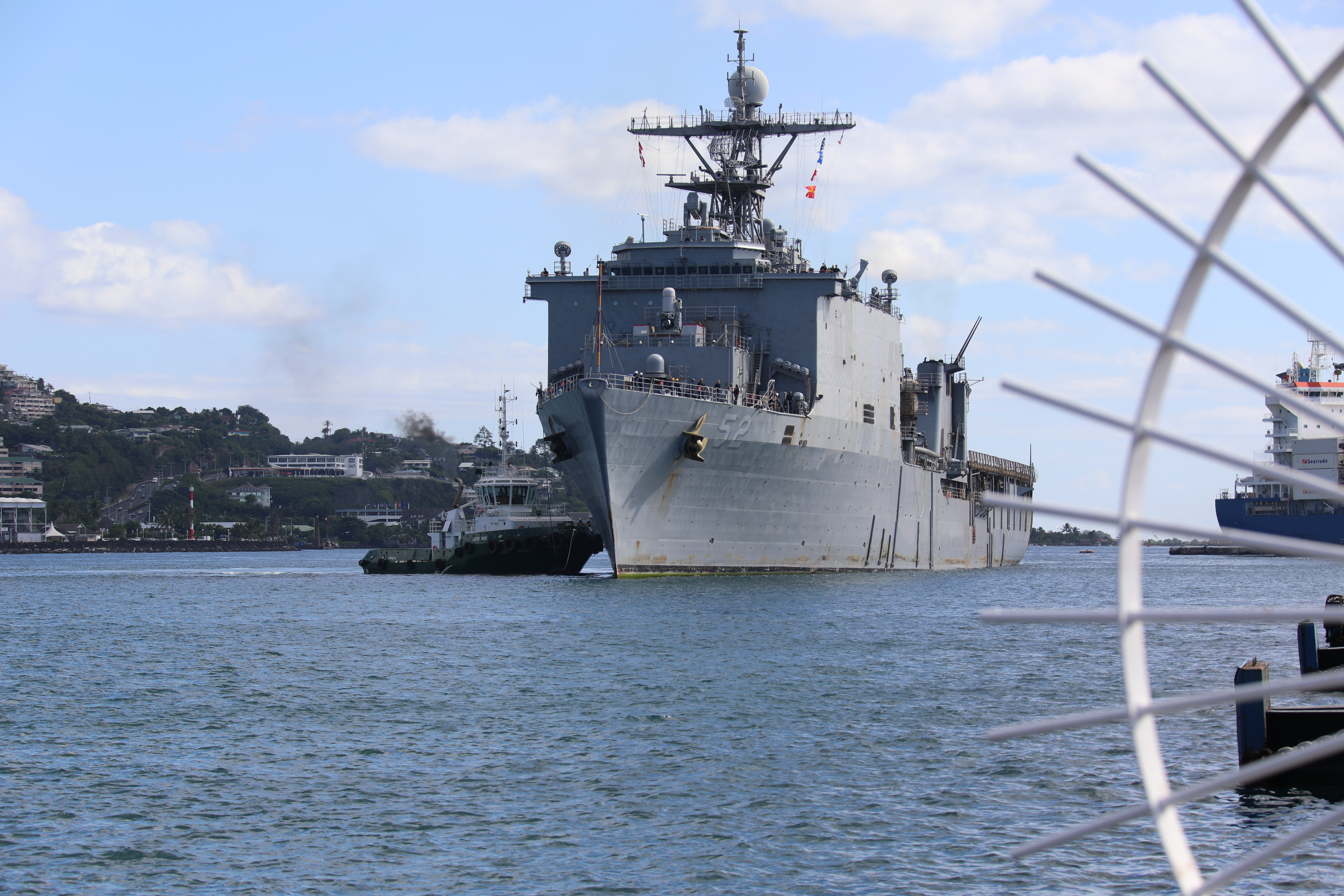
Opération Marara 2022 en polynésie française.